# Секс-гуру
«Секс-гу́ру» (англ. The Love Guru) — американская комедия 2008 года режиссёра Марко Шнабеля с Майком Майерсом, Джессикой Альбой, Джастином Тимберлейком, Романи Малко и Беном Кингсли в главных ролях. Майк Майерс является также автором сценария и продюсером фильма. Фильм был выпущен студией Paramount Pictures 20 июня 2008 года в США. Релиз картины на DVD и Blu-Ray состоялся 16 сентября.

## Сюжет
Даррен Роанок (Романи Малко) — звёздный игрок хоккейной команды Toronto Maple Leafs, страдающий от того, что его жена Пруденс (Миган Гуд) ушла от него к вратарю LA Kings Жаку Гранде (Джастин Тимберлейк). Стресс влияет на игру Даррена, поэтому владелица его команды, Джейн Буллард (Джессика Альба), обращается за помощью к гуру Морису Питке (Майк Майерс), чтобы тот помог ему справиться с депрессией.

## В ролях
- Майк Майерс — Гуру Питка
- Джессика Альба — Джейн Буллард
- Джастин Тимберлейк — Жак «Лё Член» Гранде
- Романи Малко — Даррен Роанок
- Верн Тройер — тренер Панч Дрючков
- Миган Гуд — Пруденс Роанок, жена Даррена
- Бен Кингсли — Гуру Подрачпутра
- Ману Нараян — Ражниш, ассистент Питки
- Джон Оливер — Дик Пантс, менеджер Питки
- Стивен Кольбер — Джей Келл, ведущий
- Джим Гаффиган — Трент Лудерс, ведущий
- Омид Джалили — Гуру Сатчабигкноба
- Тельма Хопкинс — Лиллиан Роанок, мать Даррена

В роли самих себя
- Джессика Симпсон
- Вэл Килмер
- Маришка Харгитей
- Роб Блейк
- Канье Уэст
- Майк Майерс
- Дипак Чопра

## Награды
| Год  | Премия         | Категория                                         | Номинант                              | Результат |
| ---- | -------------- | ------------------------------------------------- | ------------------------------------- | --------- |
| 2009 | Золотая малина |                                                   |                                       |           |
| 2009 | Золотая малина | Худший фильм                                      | Гэри Барбер Майкл Де Лука Майк Майерс | Победа    |
| 2009 | Золотая малина | Худший актёр                                      | Майк Майерс                           | Победа    |
| 2009 | Золотая малина | Худшая актриса                                    | Джессика Альба                        | Номинация |
| 2009 | Золотая малина | Худшая мужская роль второго плана                 | Бен Кингсли                           | Номинация |
| 2009 | Золотая малина | Худшая мужская роль второго плана                 | Верн Тройер                           | Номинация |
| 2009 | Золотая малина | Худший сценарий                                   | Майк Майерс Грэм Горди                | Победа    |
| 2009 | Золотая малина | Худший режиссёр                                   | Марко Шнабель                         | Номинация |
| 2010 | Золотая малина | Худший актёр десятилетия (вместе с фильмом «Кот») | Майк Майерс                           | Номинация |

## Музыка
Композитором фильма выступил Джордж С. Клинтон. Песня «Dhadak, Dhadak» из индийского фильма «Банти и Бабли» была использована в трейлере, а «Mere Mitwa, Mere Geet Re» из картины Geet была использована в одной из сцен с участием Майерса и Альбы.
В саундтрек фильма также вошли песни, исполненные Майком Майерсом: «9 to 5», «More Than Words» и «The Joker». Фрагмент из песни «Bohemian Rhapsody» играет в сцене, где Питка и Даррен едут в машине на пути к Буффало.
Песни Селин Дион «I Drove All Night» и «Because You Loved Me» были включены в фильм, так как по сюжету герой Джастина Тимберлейка является фанатом Дион.

## Реклама
Майк Майерс появился в финале седьмого сезона шоу American Idol в костюме гуру Питки, «духовного наставника» этого проекта. Финалисты Дэвид Кук и Дэвид Арчулета были приглашены на киностудию «Парамаунт», чтобы увидеть «Секс-гуру» за месяц до его официальной премьеры.

## Кассовые сборы
Несмотря на положительные прогнозы, фильм провалился в прокате. В первый уик-энд картина собрала $13,9 млн в 3012 кинотеатрах в США и Канаде, став четвёртой по итогам выходных. В итоге фильм собрал $40 863 344 по всему миру, что составляет две трети его бюджета в 62 миллиона долларов.

## Критика
«Секс-гуру» получил большое количество отрицательных отзывов. Согласно сайту Rotten Tomatoes только 15 % критиков дали фильму положительные оценки. На Metacritic фильм получил балл 24 из 100.
Джей Стоун из National Post дал фильму одну звезду, назвав его «отвратительно грубым». А. О. Скотт из The New York Times написал, что «слово „несмешной“ безусловно относится к неудачной попытке Майка Майерса найти различия в физических и культурных различиях». Гарри Ноулз из Aintitcoolnews.com также высказался против фильма, назвав его одним из худших за последние несколько лет и чуть ли не убийством карьеры Майка Майерса. Издание The Globe and Mail дало «Секс-гуру» одну звезду, сказав, что единственной смешной репликой в фильме была фраза «Торонто Мейпл Лифс» выиграли Кубок Стэнли!", потому что в последнее время эта команда терпела поражения.
Фильм был включен в список 10 худших фильмов 2008 года по версии издания New York Post.

## Релиз на DVD
«Секс-гуру» был выпущен на DVD и Blu-Ray в сентябре 2008 года. Издание включало в себя 11 удалённых и расширенных сцен, ляпы и два аудиокомментария. Было продано более 500 000 единиц, что принесло более девяти миллионов долларов.